# Diagrama de Hasse

Elementos de P(P(P(P({})))) en diagrama de Hasse.

En matemáticas, un diagrama de Hasse es una representación gráfica simplificada de un conjunto parcialmente ordenado finito. Esto se consigue eliminando información redundante. Para ello se dibuja una arista ascendente entre dos elementos solo si uno sigue a otro sin haber otros elementos intermedios. El diagrama está nombrado en honor del matemático alemán Helmut Hasse.
En un diagrama de Hasse se elimina la necesidad de representar:
- ciclos de un elemento, puesto que se entiende que una relación de orden parcial es reflexiva.
- aristas que se deducen de la transitividad de la relación.

## Definición
- De dos miembros x e y de un conjunto parcialmente ordenado S que «y sigue a x» si x ≤ y y no hay elemento de S entre x e y.

El orden parcial es entonces precisamente la clausura transitiva de la relación de seguir. 
- El diagrama de Hasse de S se define como el conjunto de todos los pares ordenados (x, y) tales que y sigue a x, es decir, el diagrama de Hasse se puede identificar con la relación de seguir.

## Ejemplo
Concretamente, uno representa a cada miembro de S como un punto negro en la página y dibuja una línea que vaya hacia arriba de x a y si y sigue a x.
Por ejemplo, sea el conjunto A = {1, 2, 3, 4, 5, 6, 10, 12, 15, 20, 30, 60} (todos los divisores de 60). Este conjunto está ordenado parcialmente por la relación de divisibilidad. Su diagrama de Hasse puede ser representado como sigue:
Por ejemplo, en el diagrama de Hasse del poset de todos los divisores de un número n, ordenados parcialmente por divisibilidad, n mismo está en el tope del diagrama, el número 1 estaría en el fondo, y los divisores más pequeños (primos) seguirían al elemento inferior.

## Relación con los grafos
Un diagrama de Hasse puede verse también como un grafo al que se le quitan todos sus bucles y sus aristas que pueden deducirse con la propiedad transitiva y propiedad reflexiva.

## La dificultad de encontrar un buen diagrama de Hasse
Las relaciones «seguir a» queda definida de modo único a partir de la relación de orden inicial. Esto hace que las aristas del diagrama de Hasse y los puntos que conectan queden determinados también de forma única. Pero existe un problema adicional: encontrar una ubicación adecuada para los vértices que pueda reflejar alguna de las simetrías subyacentes.
En este sentido, encontrar un buen diagrama es difícil.
Se han propuesto varios algoritmos para dibujo de «buenos» diagramas, pero hoy en día su construcción sigue basándose en una fuerte intervención humana. De hecho, incluso un humano necesita bastante práctica para elaborarlos.
Los siguientes ejemplos corresponden a diagramas de Hasse de una misma relación de orden:
|  |  |  |  |  |